# S/2004 S 6
S/2004 S 6 е условно обозначение на прашен обект виждащ се от орбитата на Сатурн много близо до Ф-пръстена. Открит от научния екип на Касини-Хюйгенс на 28 октомври 2004 г. Откритието е оповестено на 8 ноември същата година. Инклинация спрямо екватора на Сатурн 0,002 ± 0,001°, среден диаметър по-малък от 5 km, периодът на въртене може би е синхронен.